# INRI (album de Psyclon Nine)
Pour les articles homonymes, voir INRI (homonymie).
INRI est le deuxième album studio du groupe de metal industriel Psyclon Nine, sorti en 2005.

## Liste des chansons
1. INRI
2. Behind A Serrated Grin
3. Lamb of God
4. Hymn to the Angels' Descent
5. Rape This World
6. The Feeble Mind
7. The Feeding
8. Requiem For the Christian Era
9. Faith - Disease
10. Harlot
11. The Unfortunate
12. Nothing Left
13. You Know What You Are